# Praznovanje svetega Trna
Praznovanje svetega Trna je praznik, ki se ga praznuje 4. maja v Pagu na istoimenskem otoku na Hrvaškem, in je povezan s pobožnostjo in čaščenjem relikvije svetega trna s slovesnim evharističnim obhajanjem in procesijo po paških ulicah. Redno je potekal petsto let, od leta 1445 do 1945, ko so ga komunistične jugoslovanske oblasti prepovedale. Obnovljen je bil z ustanovitvijo samostojne hrvaške države in poteka še danes.
Relikvijo svetega trna iz Jezusove trnove krone hranijo paške redovnice že od leta 1443, Trn pa je skupaj s trnovo krono v katedrali Notre-Dame v Parizu edini sveti trn na svetu z verodostojnim potrditev (Autentica) Kongregacije za obrede Svetega sedeža. Znano je, da so trije papeški odposlanci (vizitorji) v različnih obdobjih Trna priznavali pristnost, po besedah Esse de corona Domini! (latinščina: Je od krone Gospodove!). Viri pravijo, da ga je leta 1443 p. Ivan Tutnić prinesel svoji sestri redovnici Mariji ob njeni meniški zaobljubi v benediktinski samostan in o tem daru napisal listino (Paška listina). Prepis listine (1564), iz arhiva Marka Laura Ruića in overjen pri notarju Benediktu Zuroviću, prinaša prošnje darovalca za hrambo, čaščenje in razstavljanje relikvije pri bogoslužju. V dokumentu se sveti trn imenuje »najpobožnejši in najsvetejši trn neizrekljive krone našega Gospoda Jezusa Kristusa« in »najpobožnejši spomin moči«.